# Љуверас (Порторико)
Љуверас (шп. Lluveras) град је у америчкој острвској територији Порторико, острвској држави Кариба.

## Демографија
По попису из 2010. године број становника је 1.733, што је 272 (-13,6%) становника мање него 2000. године.
| Група             | 2000.         | 2010.         |
| Белци             | 2 (0,1%)      | 20 (1,2%)     |
| Афроамериканци    | 88 (4,4%)     | 109 (6,3%)    |
| Азијати           | 1 (0,0%)      | 0 (0,0%)      |
| Хиспаноамериканци | 2.002 (99,9%) | 1.713 (98,8%) |
| Укупно            | 2.005         | 1.733         |